# Hitachi
Hitachi Ltd. (株式会社日立製作所 Kabushiki-gaisha Hitachi Seisakusho) egy japán konglomerátum, amely csúcstechnológiára és szolgáltatásokra specializálódott. Központja Csijodában, Tokióban van. A vállalat a Hitachi Group (Hitacsi Gurúpu) alapítója a nagyobb DKB Group vállalatok részeként. 1910-ben hozták létre. A Hitachi a harmadik legnagyobb technológiai vállalat 2009 óta.
A 2007-es Forbes Global 2000 listán a Hitachi a 371. helyet foglalta el, 2011-ben pedig a 473. helyen állt.

## Fő termékek és szolgáltatások

### IT és Telekom rendszerek

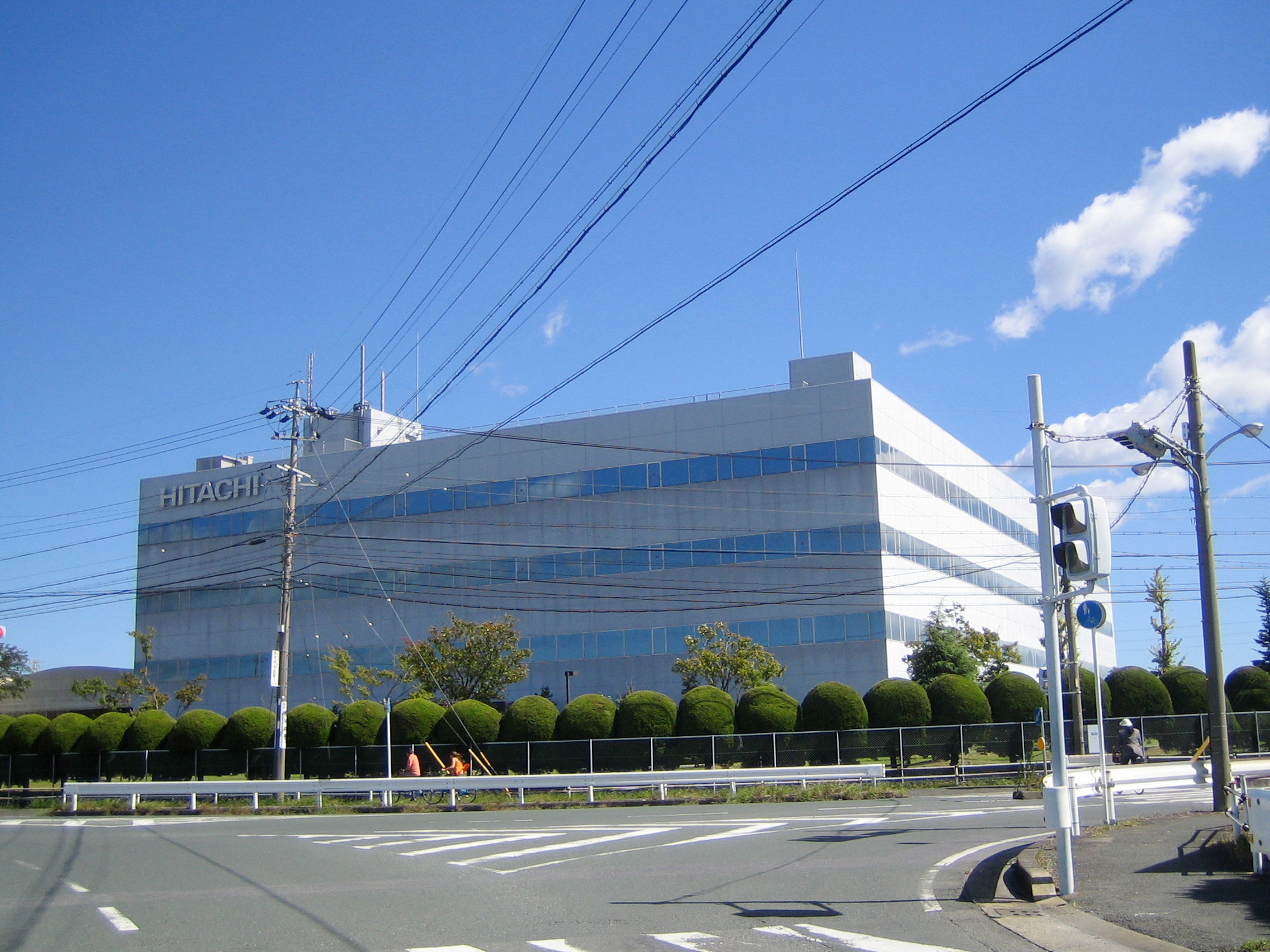
A Hitachi gyár Tojokavában, Japánban

- rendszer-integráció
- munkaerő kölcsönzés nyújtása
- szoftver
- lemeztömb alrendszerek
- szerverek
- nagyszámítógépek
- Telekommunikációs berendezések
- ATM-ek

### Erőmű rendszerek
- nukleáris, hő- és vízerőművek
- szélenergia rendszerek

### Tömegközlekedés és ipari rendszerek
- ipari gépészet és ipartelepek
- mozgólépcsők
- liftek
- vasúti járművek és rendszerek

### Elektronikai rendszerek és berendezések
- LCD-k
- félvezető-gyártó berendezések
- villamos szerszámok
- vizsgáló és mérő berendezések
- elektronikus gyógyászati berendezések

### Építőgépek
- hidraulikus markolók
- bányászati dömperek
- homlokrakodók
- mechanikus és hidraulikus emelőgépek

### Magas minőségű anyagok és alkatrészek
- vezetékek és kábelek
- réz termékek
- félvezetőkkel és kijelzőkkel kapcsolatos anyagok
- nyomtatott áramköri lapok és anyagok
- különleges acélok
- mágneses anyagok és alkatrészek
- magas feldolgozottsági fokú öntvények és öntött alkatrészek

### Autóipari rendszerek

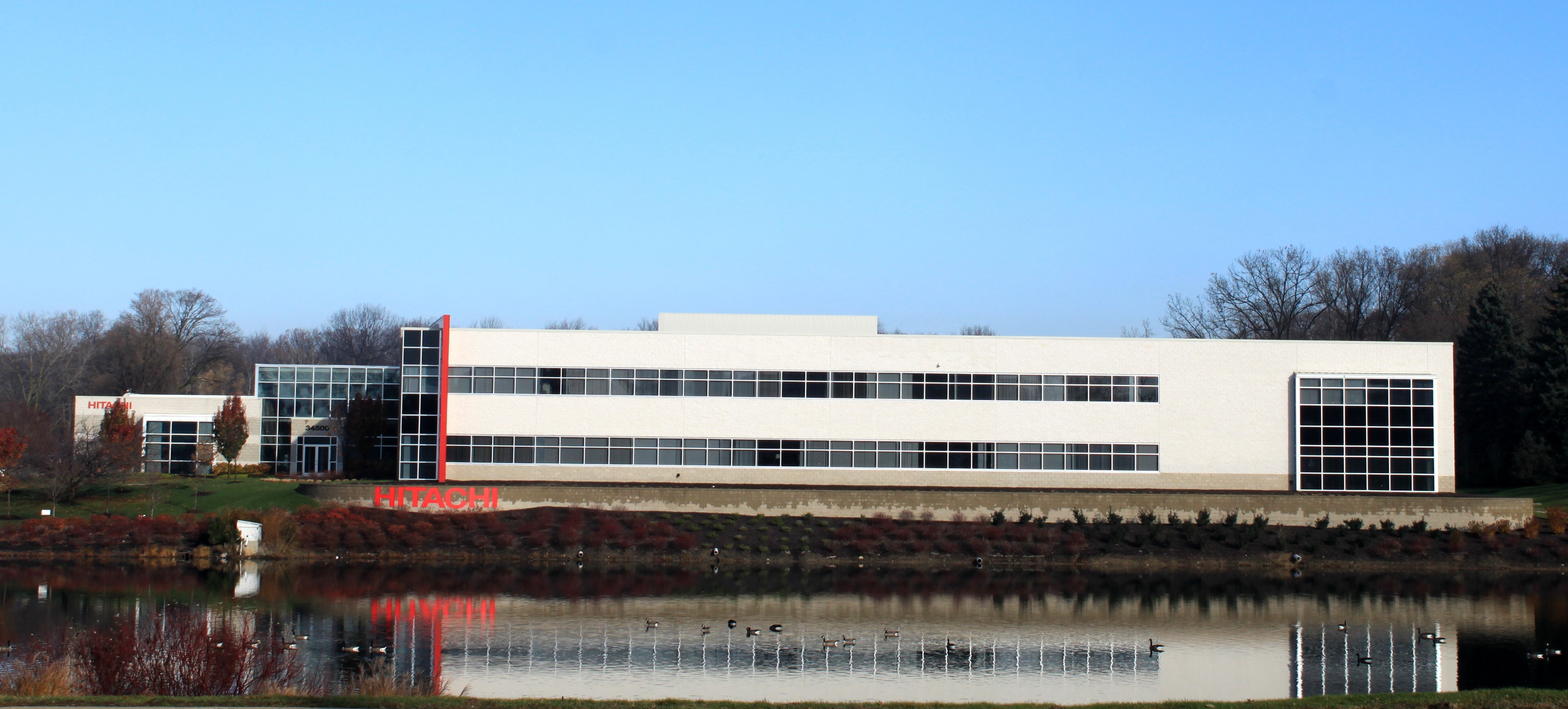
Hitachi autó rendszerek amerikai irodái, Farmington Hills, Michigan

- motorvezérlő rendszerek
- vezetés-szabályozási rendszerek
- villamos erőátviteli rendszerek
- autó információs rendszerek

### Alkatrészek és eszközök
- merevlemez meghajtók
- adattárolók
- LCD-k
- akkumulátorok

### Digitális média és háztartási elektronikai termékek
- optikai lemezmeghajtók
- plazma és LCD televíziók
- LCD projektorok
- szobai légkondicionálók
- hűtőszekrények
- mosógépek
- légkondicionáló berendezés alkatrészek

### Pénzügyi szolgáltatások
- lízing
- hitelgarancia

### Egyéb
- logisztika
- vagyonkezelés